# Schloss Sommerswalde

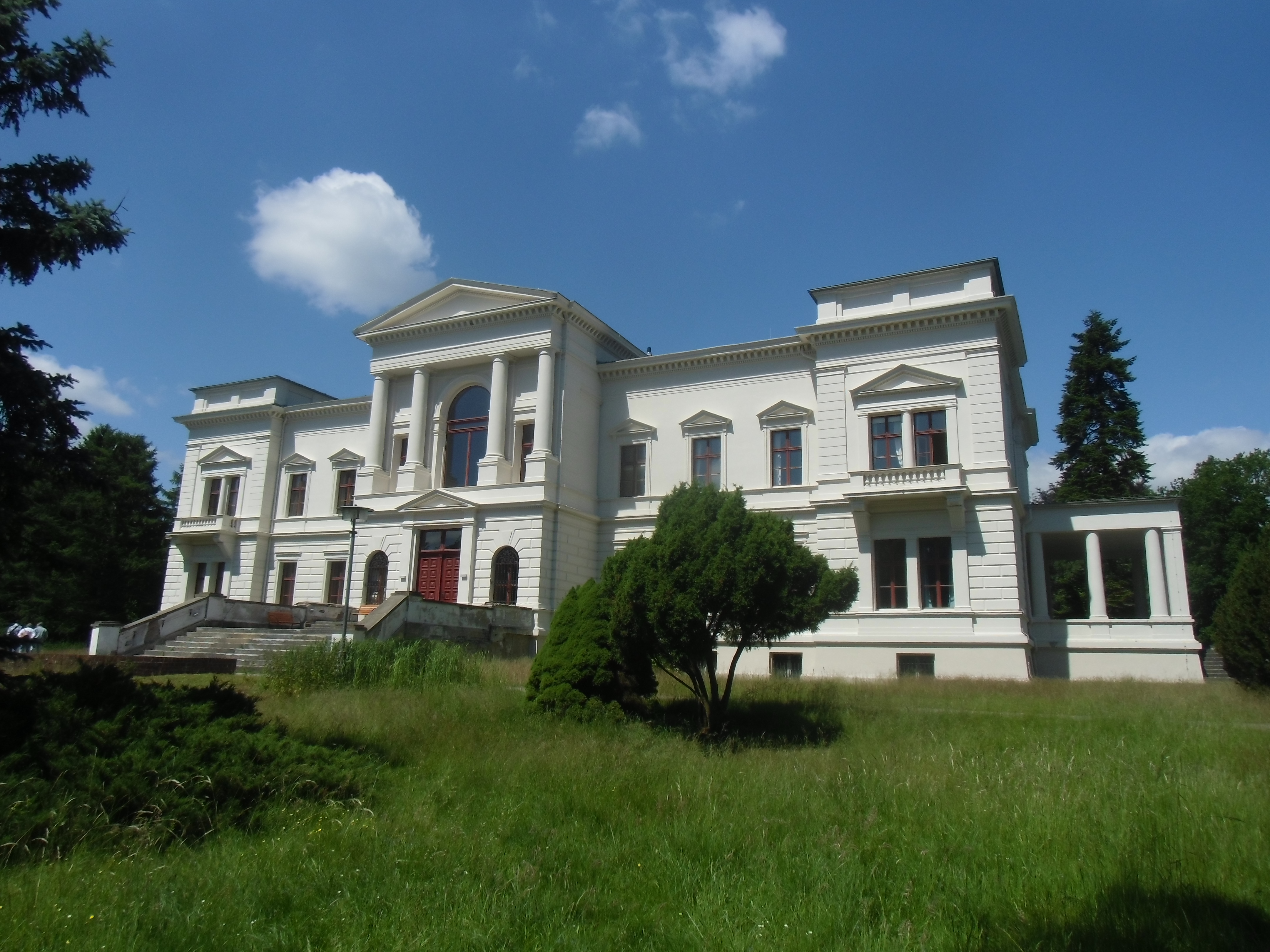
Schloss Sommerswalde

Schloss Sommerswalde liegt unweit von Schwante (Gemeinde Oberkrämer) inmitten des Schwanter Forstes in Brandenburg. Die Gesamtanlage des Schlosses mit seinen Nebengebäuden wurde 1888 bis 1891 für den Leutnant a. D. Friedrich August Richard Sommer durch die Berliner Architekten Hans Abesser und Jürgen Kröger errichtet.

## Vorgeschichte
Richard Sommer war der Enkel und Erbe des Berliner Zimmermeisters und Stadtrats Carl August Heinrich Sommer, der in der Umgebung des Brandenburger Tors wertvolle Immobilien besaß. Die Straße, an der das Reichstagsgebäude errichtet wurde, war nach ihm benannt. Das Gebäude südlich neben dem Brandenburger Tor trägt heute noch den Namen Haus Sommer. Bis 1891 verkaufte Richard Sommer die Häuser und erwarb 1888 das Schloss Schwante mit Gutsbetrieb. Kurz darauf begann er mit dem Bau von Schloss Sommerswalde.

## Gebäudeensemble

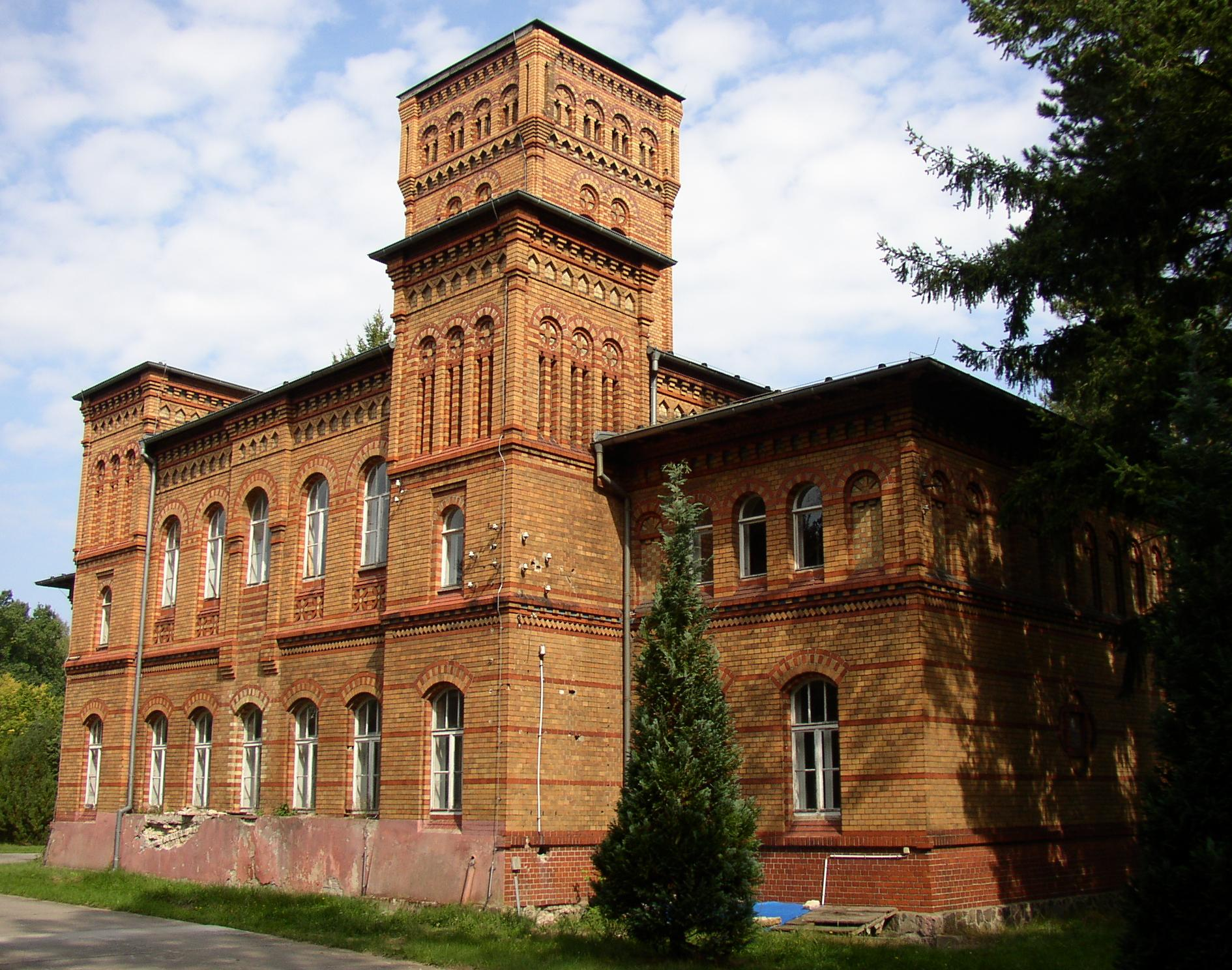
Ehemaliger Pferdestall, das sogenannte „Rote Rathaus“

In Schwante erhebt sich an einem halbkreisförmigen Platz in der Mittelachse das Schloss, das zu beiden Seiten symmetrisch von weiteren Gebäuden gerahmt wird. Links sind dies ein neugotisches Wohngebäude und eine Orangerie in ursprünglich orientalischen Formen. Rechter Hand steht das ehemalige Forsthaus – das bis zur Fertigstellung des Hauptgebäudes von Sommers Familie bewohnt wurde – sowie neben dem Schloss der zinnenbewehrte Ziegelbau des Pferdestalls, der Assoziationen mit dem Roten Rathaus in Berlin hervorrufen sollte, wo Richard Sommers Vater gewirkt hatte. Das Schloss selbst zeigt – besonders mit der aus statischen Gründen in den 1920er Jahren bereits wieder entfernten Kuppel – deutliche Anspielungen an Paul Wallots ersten Entwurf zum Reichstagsgebäude.

## Weitere Nutzung
Nach dem Tode Sommers 1916 verkauften die elf Erben das Anwesen. Die Ländereien übernahm die landwirtschaftliche Genossenschaft Freie Scholle, während die Schloss-Anlage vom Juristen und Unternehmer Erich Lübbert als Familiensitz erworben und saniert wurde. Nach der Flucht der Familie Lübbert vor der anrückenden Front am 23. April 1945 und dem Ende des Zweiten Weltkriegs nutzte die sowjetische Militärverwaltung das Schloss zunächst als Kommandantur. 1949 wurde dort die FDJ-Schule Alexei Maressjew eingerichtet, in der die FDJ bis 1989 Pionierleiter ausbildete. Während dieser 40-jährigen Nutzung wurden die Gebäude im Innern und Äußeren – insbesondere aus denkmalpflegerischer Sicht – massiv verschandelt.
Nach der politischen Wende gab es zunächst eine Reihe von Bewerbern für die Anlage, deren Nutzung jedoch an denkmalpflegerische Auflagen gebunden war. Von 2000 bis 2003 unterhielt der Verein Dharmakaya Schloss Sommerswalde dort eine buddhistische Klosterschule. 2006 wurde das Anwesen von der Neuen Kadampa-Tradition – International Kadampa Buddhist Union, einer internationalen buddhistischen Organisation, erworben und in den Folgejahren unter restauratorischer Anleitung umfänglich saniert.
Im September 2008 öffnete das im Schloss ansässige Kadampa Meditationszentrum Deutschland der Öffentlichkeit seine Pforten und bot buddhistische Studienprogramme, Wochenendkurse und Retreats an. Im September 2010 verlieh das Land Brandenburg dem Meditationszentrum als einem von vier Preisträgern den Brandenburgischen Denkmalpflegepreis 2010 für die vorbildliche Sanierung von Schloss Sommerswalde. Im Oktober 2012 zog das Tharpaland Kadampa Meditationszentrum in Schloss Sommerswalde ein und das Schwesterzentrum Kadampa Meditationszentrum Berlin zog nach Berlin. Der Park ist jederzeit öffentlich begehbar. Café und Shop sind an den Wochenenden geöffnet.
Im Mai 2016 wurde das Rote Rathaus durch eine Komplettsanierung fertiggestellt und bietet nun mehr Wohnraum für Bewohner der Gemeinschaft von Tharpaland.

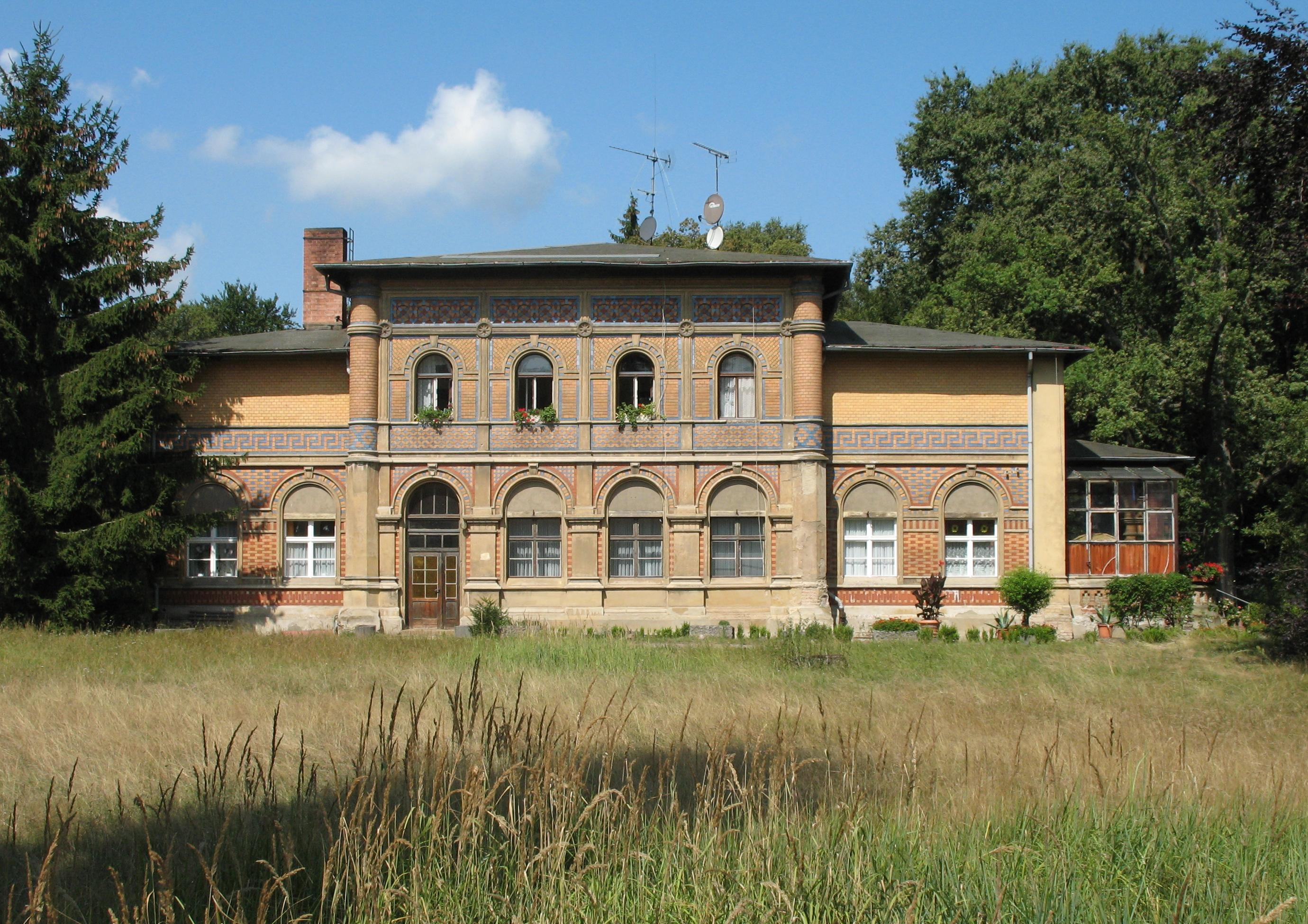
Orangerie
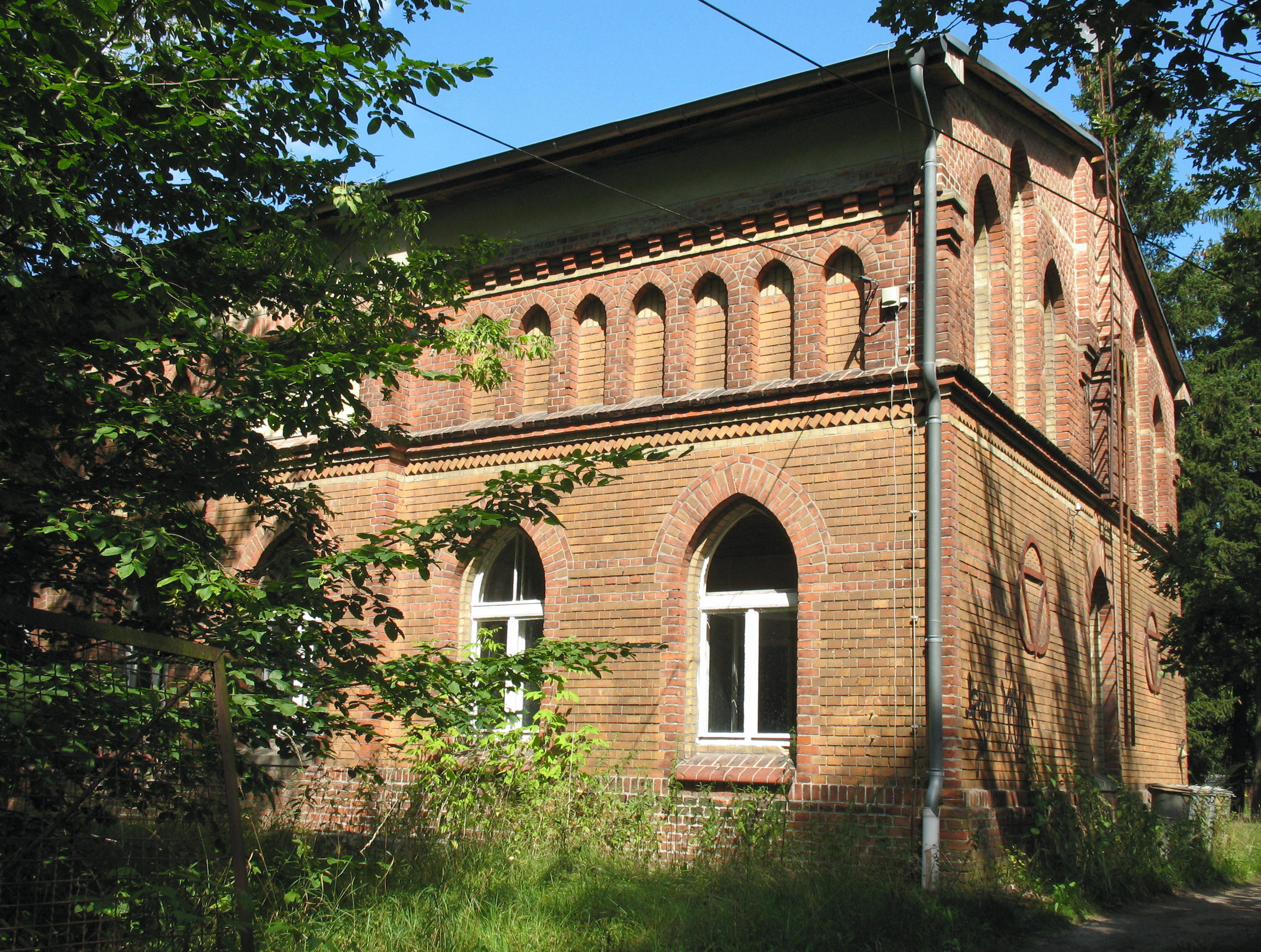
Nebengebäude
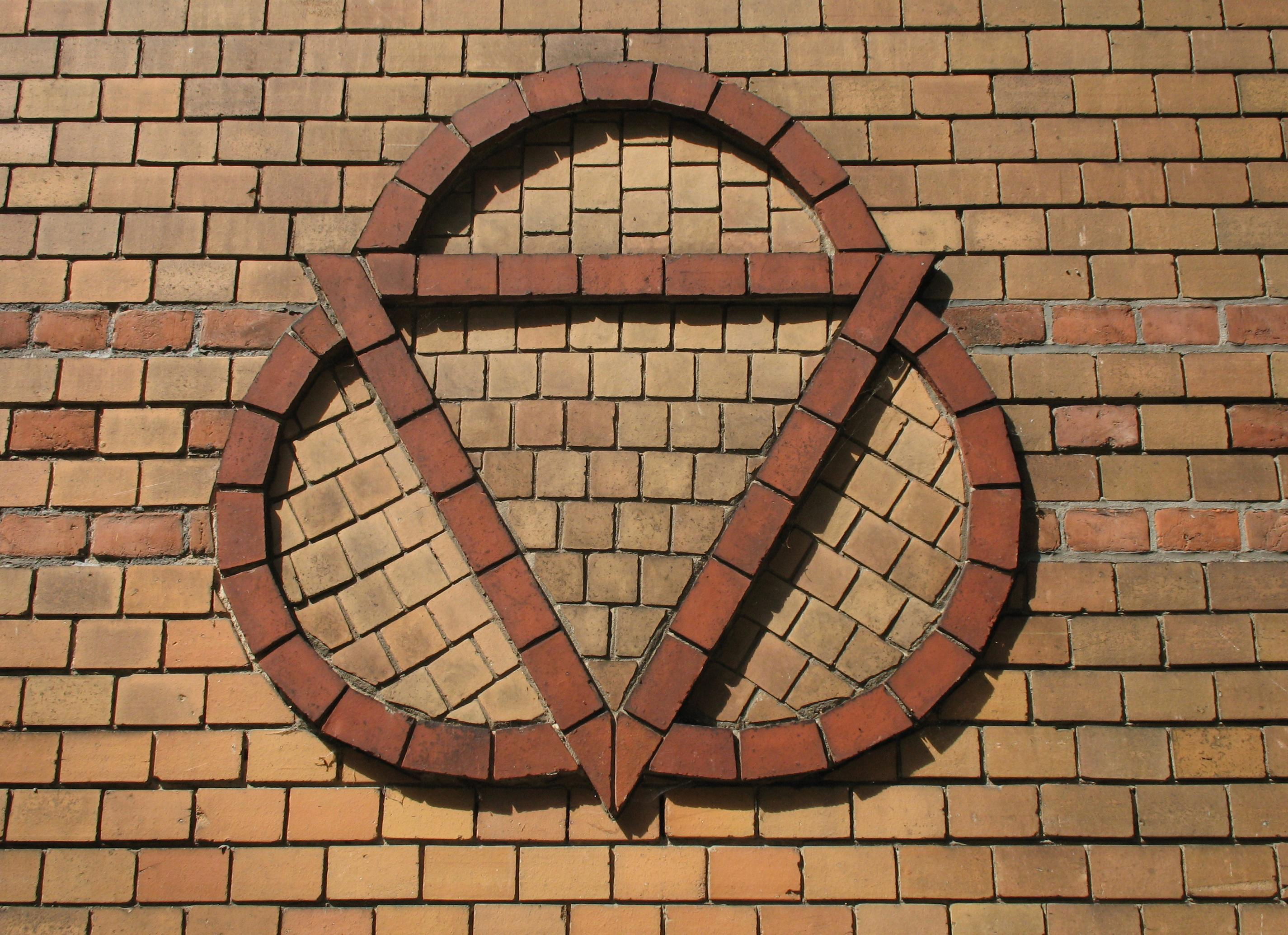
Detail